# Glückliche Tage (Drama)
Glückliche Tage (engl. Originaltitel: Happy Days; franz. Titel: Oh les beaux jours) ist ein Theaterstück von Samuel Beckett aus dem Jahr 1960. Die Uraufführung des Zweiakters fand am 17. September 1961 in New York im Cherry Lane Theater statt. Die Winnie spielte Ruth White. Regie führte Alan Schneider, der im Jahr darauf auch Edward Albees thematisch verwandtes Erfolgsstück Wer hat Angst vor Virginia Woolf? inszenierte.

Während es die New Yorker Inszenierung auf über einhundert Vorstellungen brachte, reagierte die Kritik zwei Wochen später auf die deutsche Premiere (30. September 1961) in der Werkstatt des Berliner Schillertheaters eher hilflos. Trotzdem war die Inszenierung unter der Regie von Walter Henn dank der schauspielerischen Leistung von Berta Drews in der Hauptrolle kein Misserfolg.
Heute gehört Glückliche Tage – neben Warten auf Godot und Endspiel – zu Becketts meistgespielten Stücken.

## Inhalt
Im ersten Akt steckt Winnie, „eine etwa 50-jährige, gut erhaltene Blondine“, bis über die Hüfte in einem Erdhügel, der die gesamte Mitte der Bühne einnimmt. Sie schläft vornüber gebeugt, den Kopf in den Armen, die auf dem Abhang vor ihr ruhen. Erst das lange, durchdringende, zweimal wiederholte Schrillen einer Klingel weckt sie aus ihrem Schlummer. Neben ihr steht eine große schwarze Einkaufstasche, aus der sie im Laufe des ersten Aktes – neben verschiedenen Hygieneartikeln, Schminkutensilien und einer Lupe – auch einen Revolver hervorkramt. Gegen die gleißende Sonne, in die das Stück von Anfang bis Ende getaucht ist, versucht sie sich mit einem kleinen Sonnenschirm zu schützen, der jedoch bald in Flammen aufgeht. Ihr Oberkörper, über dessen nackte Schultern eine Perlenkette hängt, ist bereits so steif geworden, dass sie sich nicht weit genug nach hinten wenden kann, um zu sehen, was in ihrem Rücken vor sich vorgeht.
Im zweiten Akt schaut aus dem „Grabhügel“ nur noch Winnies Kopf heraus, und auch der kann nur noch Mund und Augen bewegen. Hinter dem Hügel – nicht nur für Winnie, sondern (bis auf den Hinterkopf) auch für den Zuschauer meistens unsichtbar – befindet sich ihr Ehemann Willie. Während Winnie fast pausenlos monologisiert, beschränken sich die Beiträge ihres Mannes auf wenige Gesten und Worte. Er liest die Überschriften und Inserate einer alten Tageszeitung, mit der er sich ab und zu kühlende Luft zufächelt, und beantwortet Winnies Fragen einsilbig oder gar nicht. Einmal lässt er sich zu ein paar krächzenden Tönen eines Liedchens hinreißen, dann schweigt er lange, sodass Winnie schon vermutet, er sei gestorben oder taubstumm geworden. Erst in der Schlussminute verlässt er seine Deckung und kommt auf allen vieren, aber in voller Abendgarderobe hervorgekrochen und versucht, begleitet von Winnies Anfeuerungsrufen, den Hügel zu erklimmen, um ihr Gesicht zu erreichen. Vergeblich. Er rutscht ab und bleibt erschöpft, mit dem Gesicht nach unten, ihr zu Füßen liegen. Als er wieder Kraft genug gesammelt hat, um wenigstens den Kopf zu heben, flüstert er ein einziges Mal, kaum hörbar, ihren Namen. Die beiden Alten starren sich lange und reglos an, bis der Vorhang gefallen ist.

## Interpretation
„Die menschliche Existenz als Grenzsituation zwischen Leben und Tod, Gestalten, die auf der ewig enttäuschten Illusion des Wartens beharren oder in tragikomischer Hilflosigkeit die Gewissheit ihres Verfalls überspielen - darum geht es in allen Stücken Becketts.“ Im Zyklus solch apokalyptischer Szenarien zeigt Glückliche Tage das menschliche Ableben im „vorletzten Stadium der Auflösung“.
In der stillstehenden, nur durch Klingelzeichen rhythmisierten Zeit tauchen immer wieder Bruchstücke von Erinnerungen an die gute alte Zeit („the old style“) auf: an den ersten Kuss, an Winnies Puppe Dolly und „an die zwei letzten menschlichen Wesen, die sich hierher verirrten“. Dabei handelte es sich um ein neugieriges Ehepaar (Mr Shower oder Cooker und seine namenlose Begleitung), das sich respektlos hinter Winnies Rücken fragte, warum sie in der Erde stecke, ob sie darunter nackt sei, warum Willie sie nicht ausgrabe und was das alles zu „bedeuten“ habe – typische Fragen, die sich vermutlich auch das Publikum stellt, dessen Reaktionen auf diese Weise von Beckett vorweggenommen, mit in das Stück integriert und zugleich spöttisch kommentiert werden („alles Quatsch“).
Die Absurdität dieser Tragikomödie manifestiert sich äußerlich schon darin, dass sich die beiden Restmenschen – sie nur noch ein Torso, dann nur noch Kopf; er nicht mehr homo erectus, sondern nur noch ein röchelnder Vierbeiner – trotz ihrer aussichtslosen Lage weiter einbilden, glückliche Tage zu erleben, ihre Festtagskleidung nicht ablegen, sich mit sentimentalen Liedchen über die Wirklichkeit hinwegtäuschen, immer noch wie elektrisiert auf schwächste Lebenszeichen reagieren und neue Hoffnung schöpfen. Besonders Winnie, die all ihre Zeit auf die Pflege und Kosmetik ihres verfallenden, buchstäblich in einem Grab versinkenden Körpers verwendet und so gleichsam eine permanente Selbstmumifizierung betreibt, dokumentiert die Paradoxie der Situation und die Naivität der Protagonistin. Aber auch Willie, dessen letztes Aufflackern sexueller Gier – als grotesker Höhe- und Endpunkt – noch einmal einen Funken von lächerlicher Vitalität aus ihm schlägt, unterstreicht die traurig skurrile Karikatur der Spezies Mensch.